# Großer Preis von Mexiko 2018
Der Große Preis von Mexiko 2018 (offiziell Formula 1 Gran Premio de México 2018) fand am 28. Oktober auf dem Autódromo Hermanos Rodríguez in Mexiko-Stadt statt und war das 19. Rennen der Formel-1-Weltmeisterschaft 2018.

## Bericht

### Hintergründe
Nach dem Großen Preis der USA führte Lewis Hamilton in der Fahrerwertung mit 70 Punkten vor Sebastian Vettel und mit 125 Punkten vor Kimi Räikkönen. Damit hatte nur Vettel noch die Chance, Hamilton im weiteren Saisonverlauf von der Spitzenposition zu verdrängen. In der Konstrukteurswertung führte Mercedes mit 66 Punkten vor Ferrari und mit 226 Punkten vor Red Bull Racing. Auch hier hatte lediglich noch Ferrari die Chance, Mercedes von der Spitzenposition zu verdrängen.
Beim Großen Preis von Mexiko stellte Pirelli den Fahrern die Reifenmischungen P Zero Supersoft (rot), P Zero Ultrasoft (violett), P Zero Hypersoft (pink) sowie für Nässe Cinturato Intermediates (grün) und Cinturato Full-Wets (blau) zur Verfügung.
Es gab erneut zwei DRS-Zonen. Die erste Zone befand sich auf der Start-Ziel-Geraden. Die zweite DRS-Zone befand sich zwischen Kurve 3 und 4 auf der langen Gegengeraden. Der Messpunkt befand sich für beide Zonen nach Kurve 15.
Mit Hamilton und Max Verstappen (jeweils einmal) traten zwei ehemalige Sieger zu diesem Rennen an.
Als Rennkommissare für dieses Rennwochenende fungierten Gerd Ennser (DEU), Tim Mayer (USA), Michael Masi (AUS) und Jorge Rodriguez (MEX).

### Training
Im 90-minütigen ersten freien Training am Freitagvormittag fuhr Vorjahressieger Verstappen im Red Bull die schnellste Runde in 1:16,656 Minuten vor seinem Teamkollegen Daniel Ricciardo und Carlos Sainz jr. im Renault. Mehrere Stammfahrer setzten in dieser Einheit aus. So saß Lando Norris anstelle von Fernando Alonso im McLaren, Antonio Giovinazzi übernahm für dieses Training den Sauber von Charles Leclerc und Nicholas Latifi fuhr den Force India von Esteban Ocon.
Für das ebenfalls 90-minütige zweite freie Training am Nachmittag kehrten alle Stammfahrer in ihre Cockpits zurück. In 1:16,720 Minuten fuhr erneut Verstappen die schnellste Runde, wie schon am Vormittag vor Ricciardo und Sainz jr.
Auch im 60 Minuten dauernden dritten freien Training am Samstagvormittag lag Verstappen in 1:16,284 Minuten vorne, dieses Mal vor Hamilton im Mercedes und Vettel im Ferrari.

### Qualifying
Wie üblich bestand das Qualifying aus drei Teilen mit einer Nettolaufzeit von 45 Minuten. Das erste Segment (Q1) dauerte 18 Minuten. Für die Qualifikation zum Grand Prix mussten in diesem Abschnitt alle Fahrer eine Zeit, die maximal 107 Prozent der schnellsten Rundenzeit betrug, erzielen. Kein Fahrer scheiterte an dieser Hürde. Die besten 15 Fahrer erreichten den zweiten Teil. Die Williams-Piloten Lance Stroll und Sergei Sirotkin, die Haas-Piloten Romain Grosjean und Kevin Magnussen sowie McLaren-Fahrer Stoffel Vandoorne schieden aus. In 1:15,580 Minuten fuhr Valtteri Bottas im Mercedes die schnellste Runde.
Der zweite Abschnitt (Q2) dauerte 15 Minuten. Die zehn Fahrer mit den schnellsten Rundenzeiten erreichten den dritten Teil, die im ersten Segment erzielten Zeiten zählten hierfür nicht. Pierre Gasly nahm mit seinem Toro Rosso nicht an diesem Abschnitt teil und schied damit ebenso aus wie sein Teamkollege Brendon Hartley, die Force-India-Piloten Sergio Pérez und Ocon sowie Alonso im McLaren. In 1:15,640 Minuten fuhr Red-Bull-Pilot Verstappen in diesem Segment wie in den drei freien Trainings zuvor die schnellste Runde.
Im letzten Teil des Qualifyings (Q3) wurden in zwölf Minuten die ersten zehn Startplätze vergeben. Erneut zählten die zuvor erzielten Zeiten hierfür nicht. In 1:14,759 Minuten erreichte Red-Bull-Fahrer Ricciardo die Pole-Position vor Teamkollege Verstappen und Hamilton im Mercedes. Für Ricciardo war es die dritte Pole-Position seiner Karriere und die bislang Letzte.

### Rennen
Nachdem es Hamilton nach dem Start zunächst gelungen war, an den beiden Red-Bull-Piloten vorbeizuziehen, wurde er direkt im Anschluss seinerseits wieder von Verstappen überholt, der die Führung übernahm. Dahinter ging Bottas an dem vor ihm gestarteten Vettel vorbei, jedoch büßte auch er die gewonnene Position unmittelbar wieder an Verstappen ein. Dabei kam es zu einer Berührung zwischen den Fahrzeugen der beiden Fahrer. Im Mittelfeld ging Renault-Pilot Sainz jr. an seinem Teamkollegen Nico Hülkenberg vorbei. In Kurve drei berührten sich die Fahrzeuge von Hülkenberg und Ocon, welcher ein Teil seines Frontflügels verlor. Dieses traf den Boliden von Alonso. Während Ocon nach einem Reparaturstopp weiterfahren konnte, musste Alonso das Rennen in der vierten Runde am Streckenrand aufgeben. Er verursachte damit eine virtuelle Safety-Car-Phase.
In der zehnten Runde kamen die Mercedes-Piloten Hamilton und Bottas an die Box und wechselten von der Reifenmischung Ultrasoft auf Supersoft. Eine beziehungsweise zwei Runden später folgten Ricciardo und Verstappen, die ebenfalls einen Wechsel von Ultrasoft auf Supersoft vollzogen. Verstappen verlor die Führung damit an die Ferrari-Piloten Vettel und Räikkönen. Letzteren konnte er kurz darauf auf der Strecke überholen. Da Vettel in der 17. Runde seinerseits an die Box fuhr, übernahm Verstappen wieder die Führung. Damit lag er nun vor Hamilton, Ricciardo und Vettel. In der Folge holten sowohl Ricciardo als auch Vettel auf ihren jeweiligen Vordermann auf. In der 29. Runde stellte Sainz jr. seinen Renault auf der Strecke ab und löste damit eine weitere virtuelle Safety-Car-Phase aus. Die Force-India-Piloten Pérez und Ocon nutzten diese zum Reifenwechsel.
Nach Ende der virtuellen Safety-Car-Phase konnte Vettel in der 34. Runde zunächst Ricciardo und in der 38. Runde auch Hamilton überholen. In derselben Runde gab Pérez das Rennen an der Box auf. Wenig später kam es in der ersten Kurven-Passage zu einer Kollision zwischen Ocon und Hartley, beide konnten jedoch weiterfahren. Vorne konnte Vettel auf Verstappen aufholen. Nachdem er sich in der ersten Kurve verbremst hatte, verlor Hamilton den dritten Platz an Ricciardo. In der 46. Runde kamen Vettel und Hamilton an die Box und wechselten auf Ultrasoft. Eine Runde später wechselte Verstappen erneut auf Supersoft, während Bottas wie Vettel und Hamilton auf Ultrasoft wechselte. Ricciardo und Räikkönen waren dagegen jeweils auf einer Ein-Stopp-Strategie unterwegs. Verstappen lag nun vor Ricciardo und Vettel. Dahinter verloren die mit Reifenproblemen kämpfenden Mercedes-Piloten ihre Plätze an Räikkönen. In der 61. Runde musste Ricciardo das Rennen wegen eines Motorschadens aufgeben und löste dadurch die dritte virtuelle Safety-Car-Phase des Rennens aus. Vettel und Räikkönen rückten somit auf den zweiten beziehungsweise dritten Platz vor. Bottas kam als einziger Pilot zu einem dritten Stopp an die Box und wechselte auf Hypersoft.
Verstappen gewann das Rennen vor Vettel und Räikkönen. Es war sein zweiter Saison- und fünfter Grand-Prix-Sieg. Mit dem vierten Platz vor Bottas gewann Hamilton vorzeitig seinen fünften Weltmeisterschaftstitel, zudem stand Mercedes zum fünften Mal in Folge als Konstrukteursweltmeister fest. Hülkenberg, Leclerc, Vandoorne, Marcus Ericsson und Gasly komplettierten die Punkteränge.
In 1:18,741 Minuten fuhr Bottas im 65. Umlauf die schnellste Rennrunde.

## Meldeliste
| Team                             | Nr. | Fahrer             | Chassis                       | Motor                         | Reifen |
| -------------------------------- | --- | ------------------ | ----------------------------- | ----------------------------- | ------ |
| Mercedes AMG Petronas F1 Team    | 44  | Lewis Hamilton     | Mercedes-AMG F1 W09 EQ Power+ | Mercedes-AMG F1 M09 EQ Power+ | P      |
| Mercedes AMG Petronas F1 Team    | 77  | Valtteri Bottas    | Mercedes-AMG F1 W09 EQ Power+ | Mercedes-AMG F1 M09 EQ Power+ | P      |
| Scuderia Ferrari                 | 05  | Sebastian Vettel   | Ferrari SF71H                 | Ferrari 062 EVO               | P      |
| Scuderia Ferrari                 | 07  | Kimi Räikkönen     | Ferrari SF71H                 | Ferrari 062 EVO               | P      |
| Aston Martin Red Bull Racing     | 03  | Daniel Ricciardo   | Red Bull Racing RB14          | Renault R.E.18                | P      |
| Aston Martin Red Bull Racing     | 33  | Max Verstappen     | Red Bull Racing RB14          | Renault R.E.18                | P      |
| Williams Martini Racing          | 18  | Lance Stroll       | Williams FW41                 | Mercedes-AMG F1 M09 EQ Power+ | P      |
| Williams Martini Racing          | 35  | Sergei Sirotkin    | Williams FW41                 | Mercedes-AMG F1 M09 EQ Power+ | P      |
| Renault Sport F1 Team            | 27  | Nico Hülkenberg    | Renault R.S.18                | Renault R.E.18                | P      |
| Renault Sport F1 Team            | 55  | Carlos Sainz jr.   | Renault R.S.18                | Renault R.E.18                | P      |
| Red Bull Toro Rosso Honda        | 10  | Pierre Gasly       | Scuderia Toro Rosso STR13     | Honda RA618H                  | P      |
| Red Bull Toro Rosso Honda        | 28  | Brendon Hartley    | Scuderia Toro Rosso STR13     | Honda RA618H                  | P      |
| Haas F1 Team                     | 08  | Romain Grosjean    | Haas VF-18                    | Ferrari 062 EVO               | P      |
| Haas F1 Team                     | 20  | Kevin Magnussen    | Haas VF-18                    | Ferrari 062 EVO               | P      |
| McLaren F1 Team                  | 02  | Stoffel Vandoorne  | McLaren MCL33                 | Renault R.E.18                | P      |
| McLaren F1 Team                  | 14  | Fernando Alonso    | McLaren MCL33                 | Renault R.E.18                | P      |
| McLaren F1 Team                  | 47  | Lando Norris       | McLaren MCL33                 | Renault R.E.18                | P      |
| Alfa Romeo Sauber F1 Team        | 09  | Marcus Ericsson    | Sauber C37                    | Ferrari 062 EVO               | P      |
| Alfa Romeo Sauber F1 Team        | 16  | Charles Leclerc    | Sauber C37                    | Ferrari 062 EVO               | P      |
| Alfa Romeo Sauber F1 Team        | 36  | Antonio Giovinazzi | Sauber C37                    | Ferrari 062 EVO               | P      |
| Racing Point Force India F1 Team | 11  | Sergio Pérez       | Force India VJM11             | Mercedes-AMG F1 M09 EQ Power+ | P      |
| Racing Point Force India F1 Team | 31  | Esteban Ocon       | Force India VJM11             | Mercedes-AMG F1 M09 EQ Power+ | P      |
| Racing Point Force India F1 Team | 34  | Nicholas Latifi    | Force India VJM11             | Mercedes-AMG F1 M09 EQ Power+ | P      |

Anmerkungen
1. 1 2  Der McLaren mit der Startnummer 47 wurde im ersten freien Training für Norris eingesetzt. Alonso übernahm das Fahrzeug anschließend für das restliche Rennwochenende mit seiner Startnummer 14.
2. 1 2  Der Sauber mit der Startnummer 36 wurde im ersten freien Training für Giovinazzi eingesetzt. Leclerc übernahm das Fahrzeug anschließend für das restliche Rennwochenende mit seiner Startnummer 16.
3. 1 2  Der Force India mit der Startnummer 34 wurde im ersten freien Training für Latifi eingesetzt. Ocon übernahm das Fahrzeug anschließend für das restliche Rennwochenende mit seiner Startnummer 31.

## Klassifikationen

### Qualifying
| Pos.                                                                      | Fahrer            | Konstrukteur              | Q1       | Q2         | Q3       | Start |
| ------------------------------------------------------------------------- | ----------------- | ------------------------- | -------- | ---------- | -------- | ----- |
| 01                                                                        | Daniel Ricciardo  | Red Bull Racing-TAG Heuer | 1:15,866 | 1:15,845   | 1:14,759 | 01    |
| 02                                                                        | Max Verstappen    | Red Bull Racing-TAG Heuer | 1:15,756 | 1:15,640   | 1:14,785 | 02    |
| 03                                                                        | Lewis Hamilton    | Mercedes                  | 1:15,673 | 1:15,644   | 1:14,894 | 03    |
| 04                                                                        | Sebastian Vettel  | Ferrari                   | 1:16,089 | 1:15,715   | 1:14,970 | 04    |
| 05                                                                        | Valtteri Bottas   | Mercedes                  | 1:15,580 | 1:15,923   | 1:15,160 | 05    |
| 06                                                                        | Kimi Räikkönen    | Ferrari                   | 1:16,446 | 1:15,996   | 1:15,330 | 06    |
| 07                                                                        | Nico Hülkenberg   | Renault                   | 1:16,498 | 1:16,126   | 1:15,827 | 07    |
| 08                                                                        | Carlos Sainz jr.  | Renault                   | 1:16,813 | 1:16,188   | 1:16,084 | 08    |
| 09                                                                        | Charles Leclerc   | Sauber-Ferrari            | 1:16,862 | 1:16,320   | 1:16,189 | 09    |
| 10                                                                        | Marcus Ericsson   | Sauber-Ferrari            | 1:16,701 | 1:16,633   | 1:16,513 | 10    |
| 11                                                                        | Esteban Ocon      | Force India-Mercedes      | 1:16,252 | 1:16,844   | –        | 11    |
| 12                                                                        | Fernando Alonso   | McLaren-Renault           | 1:16,857 | 1:16,871   | –        | 12    |
| 13                                                                        | Sergio Pérez      | Force India-Mercedes      | 1:16,242 | 1:17,167   | –        | 13    |
| 14                                                                        | Brendon Hartley   | Scuderia Toro Rosso-Honda | 1:16,682 | 1:17,184   | –        | 14    |
| 15                                                                        | Pierre Gasly      | Scuderia Toro Rosso-Honda | 1:16,828 | keine Zeit | –        | 20    |
| 16                                                                        | Romain Grosjean   | Haas-Ferrari              | 1:16,911 | –          | –        | 18    |
| 17                                                                        | Stoffel Vandoorne | McLaren-Renault           | 1:16,966 | –          | –        | 15    |
| 18                                                                        | Kevin Magnussen   | Haas-Ferrari              | 1:17,599 | –          | –        | 16    |
| 19                                                                        | Lance Stroll      | Williams-Mercedes         | 1:17,689 | –          | –        | 17    |
| 20                                                                        | Sergei Sirotkin   | Williams-Mercedes         | 1:17,886 | –          | –        | 19    |
| 107-Prozent-Zeit: 1:20,870 min (bezogen auf Q1-Bestzeit von 1:15,580 min) |                   |                           |          |            |          |       |

Anmerkungen
1. ↑  Gasly wurde wegen der Verwendung neuer Antriebsteile und eines Getriebewechsels um 20 Startplätze nach hinten versetzt.
2. ↑  Grosjean wurde wegen des Verursachens einer Kollision beim vorherigen Rennen um drei Startplätze nach hinten versetzt.

### Rennen
| Pos. | Fahrer            | Konstrukteur              | Runden | Stopps | Zeit        | Start | Schnellste Runde |
| ---- | ----------------- | ------------------------- | ------ | ------ | ----------- | ----- | ---------------- |
| 01   | Max Verstappen    | Red Bull Racing-TAG Heuer | 71     | 2      | 1:38:28,851 | 02    | 1:19,186 (66.)   |
| 02   | Sebastian Vettel  | Ferrari                   | 71     | 2      | + 17,316    | 04    | 1:19,522 (49.)   |
| 03   | Kimi Räikkönen    | Ferrari                   | 71     | 1      | + 49,914    | 06    | 1:20,334 (19.)   |
| 04   | Lewis Hamilton    | Mercedes                  | 71     | 2      | + 1:18,738  | 03    | 1:20,728 (49.)   |
| 05   | Valtteri Bottas   | Mercedes                  | 70     | 3      | + 1 Runde   | 05    | 1:18,741 (65.)   |
| 06   | Nico Hülkenberg   | Renault                   | 69     | 1      | + 2 Runden  | 07    | 1:20,637 (67.)   |
| 07   | Charles Leclerc   | Sauber-Ferrari            | 69     | 1      | + 2 Runden  | 09    | 1:20,537 (67.)   |
| 08   | Stoffel Vandoorne | McLaren-Renault           | 69     | 1      | + 2 Runden  | 15    | 1:21,921 (14.)   |
| 09   | Marcus Ericsson   | Sauber-Ferrari            | 69     | 1      | + 2 Runden  | 10    | 1:22,440 (18.)   |
| 10   | Pierre Gasly      | Scuderia Toro Rosso-Honda | 69     | 2      | + 2 Runden  | 20    | 1:22,755 (69.)   |
| 11   | Esteban Ocon      | Force India-Mercedes      | 69     | 2      | + 2 Runden  | 11    | 1:22,629 (06.)   |
| 12   | Lance Stroll      | Williams-Mercedes         | 69     | 2      | + 2 Runden  | 17    | 1:22,983 (27.)   |
| 13   | Sergei Sirotkin   | Williams-Mercedes         | 69     | 1      | + 2 Runden  | 19    | 1:22,640 (66.)   |
| 14   | Brendon Hartley   | Scuderia Toro Rosso-Honda | 69     | 2      | + 2 Runden  | 14    | 1:22,438 (26.)   |
| 15   | Kevin Magnussen   | Haas-Ferrari              | 69     | 1      | + 2 Runden  | 16    | 1:21,874 (45.)   |
| 16   | Romain Grosjean   | Haas-Ferrari              | 68     | 2      | + 3 Runden  | 18    | 1:21,370 (46.)   |
| –    | Daniel Ricciardo  | Red Bull Racing-TAG Heuer | 61     | 1      | DNF         | 01    | 1:19,462 (57.)   |
| –    | Sergio Pérez      | Force India-Mercedes      | 38     | 1      | DNF         | 13    | 1:23,545 (06.)   |
| –    | Carlos Sainz jr.  | Renault                   | 28     | 1      | DNF         | 08    | 1:22,386 (06.)   |
| –    | Fernando Alonso   | McLaren-Renault           | 3      | 0      | DNF         | 12    | 1:24,197 (03.)   |

Anmerkungen
1. ↑  Hartley erhielt wegen des Verursachens einer Kollision eine Fünf-Sekunden-Zeitstrafe.

## WM-Stände nach dem Rennen
Die ersten zehn des Rennens bekamen 25, 18, 15, 12, 10, 8, 6, 4, 2 bzw. 1 Punkt(e). 

### Fahrerwertung
| Pos. | Fahrer           | Konstrukteur              | Punkte |
| ---- | ---------------- | ------------------------- | ------ |
| 01   | Lewis Hamilton   | Mercedes                  | 358    |
| 02   | Sebastian Vettel | Ferrari                   | 294    |
| 03   | Kimi Räikkönen   | Ferrari                   | 236    |
| 04   | Valtteri Bottas  | Mercedes                  | 227    |
| 05   | Max Verstappen   | Red Bull Racing-TAG Heuer | 216    |
| 06   | Daniel Ricciardo | Red Bull Racing-TAG Heuer | 146    |
| 07   | Nico Hülkenberg  | Renault                   | 69     |
| 08   | Sergio Pérez     | Force India-Mercedes      | 57     |
| 09   | Kevin Magnussen  | Haas-Ferrari              | 53     |
| 10   | Fernando Alonso  | McLaren-Renault           | 50     |

| Pos. | Fahrer            | Konstrukteur              | Punkte |
| ---- | ----------------- | ------------------------- | ------ |
| 11   | Esteban Ocon      | Force India-Mercedes      | 49     |
| 12   | Carlos Sainz jr.  | Renault                   | 45     |
| 13   | Romain Grosjean   | Haas-Ferrari              | 31     |
| 14   | Pierre Gasly      | Scuderia Toro Rosso-Honda | 29     |
| 15   | Charles Leclerc   | Sauber-Ferrari            | 27     |
| 16   | Stoffel Vandoorne | McLaren-Renault           | 12     |
| 17   | Marcus Ericsson   | Sauber-Ferrari            | 9      |
| 18   | Lance Stroll      | Williams-Mercedes         | 6      |
| 19   | Brendon Hartley   | Scuderia Toro Rosso-Honda | 4      |
| 20   | Sergei Sirotkin   | Williams-Mercedes         | 1      |

### Konstrukteurswertung
| Pos. | Konstrukteur              | Punkte |
| ---- | ------------------------- | ------ |
| 01   | Mercedes                  | 585    |
| 02   | Ferrari                   | 530    |
| 03   | Red Bull Racing-TAG Heuer | 362    |
| 04   | Renault                   | 114    |
| 05   | Haas-Ferrari              | 84     |

| Pos. | Konstrukteur              | Punkte |
| ---- | ------------------------- | ------ |
| 06   | McLaren-Renault           | 62     |
| 07   | Force India-Mercedes      | 47     |
| 08   | Sauber-Ferrari            | 36     |
| 09   | Scuderia Toro Rosso-Honda | 33     |
| 10   | Williams-Mercedes         | 7      |